# Eversberg (havezate)

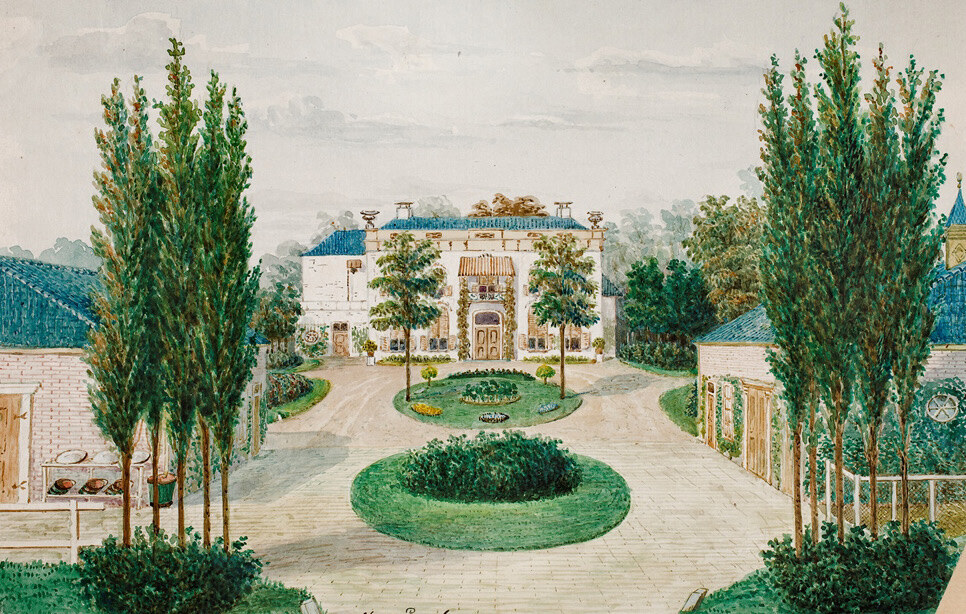
Huis de Eversberg in de negentiende eeuw

De Eversberg was een havezate in de buurtschap Notter in de Nederlandse gemeente Wierden. Het was gelegen in het voormalige richterambt Kedingen. De oudste vermelding ervan dateert uit 1382. In 1943 werd het laatste op deze plek aanwezige huis door brand verwoest en niet weer opgebouwd, het landgoed werd verkocht en voor een groot deel verkaveld. 
Het terrein waarop de Eversberg stond is sinds 1955 toegevoegd aan de gemeente Hellendoorn en ligt in Nijverdal. Van het in 1934 gebouwde laatste landhuis is alleen een kelder bewaard gebleven. Het in de loop der jaren steeds kleiner geworden landgoed beslaat nog zo'n 15 hectare op een zandkop nabij de Regge. Er zijn enkele ten minste tweehonderd jaar oude lanen met beukenbomen, de restanten van een Engelse tuin met vijver, een uitkijkheuvel, een loofgang en twee gietijzeren hekpalen aan de Wierdensestraat. Omdat het ligt in een ecologische verbindingszone van het Reggedal is het in 2013 aangekocht door Landschap Overijssel.

## Geschiedenis
In 1382 werd de Eversberg voor het eerst genoemd als katerstede (boerderij). In 1417 kreeg Seino ten Water het goed in handen. Waarschijnlijk was hij de grootvader of vader van Johan van den Water die het huis en landerijen in beheer kreeg van de bisschop van Utrecht, David van Bourgondië. Na twee eeuwen kreeg Adam van Heerdt en zijn vrouw Cornelia van Coeverden tot Rhaen het goed in het bezit. Cornelia was een dochter van Gosen van Coeverden de heer van havezate Rhaan in de buurtschap Rhaan nabij Hellendoorn. Van Adam van Heerdt wordt gezegd dat hij de Eversberg heeft gebouwd. In 1613 wordt hij voor het eerst toegelaten tot de Overijsselse Ridderschap. De Eversberg mag dan een havezate worden genoemd. Sinds 1619 maakte hij deel uit van de Gedeputeerde Staten van Overijssel en van 1637 tot 1638 was hij drost van het Drostambt Twente. In 1640 overleed hij en werd begraven in Rijssen. Zijn vrouw overleed 5 jaar eerder in 1635. De Eversberg kwam in bezit van hun enig in leven gebleven zoon Herman van Heerdt. Herman van Heerdt huwde tweemaal: eerst met Everdina van Ittersum en na haar dood in 1651 met Anna van Coeverden van Scherpenzeel. 
In 1652 werd de Eversberg aangenomen als leengoed van de provincie Overijssel. In de archieven werd beschreven dat Herman van Heerdt beleend werd met ”het huis Eversberch mett allen andere getimmer, hoven, boulanden, weydelanden, hoylanden, soo daertoe worden gebruickt; het erve Colmans, gelegen voor de poorte van ‘t voorseide huis, met allen synen toebehooren, ten deele in Hellendoorn; het halve erve Pultvoort, mede aen Eversberch gelegen, met allen synen olde en nyen toebehoor, ten deele in Hellendoorn; met noch een kotterstede, staende in den kamp, het Nyelandt gehieten, soo als de voorseide parchelen aen ende om ‘t huis Eversberch in eenen krinck syn gelegen tott aen het erve ende landeryen, geheten Boomkate; voorts de visserye tot het huis Eversberch gehoorde”. Hierna verkreeg Herman van Heerdts oudste zoon Robert de Eversberg. In 1628 werd het schoorsteen- of vuurstedengeld ingevoerd. In het register dat bijgehouden werd stond dat de Eversberg in 1675 slechts vier vuursteden telde, daarmee behoorde het huis tot de kleinere huizen in Twente.
Een eeuw en enkele telgen uit het geslacht van Heerdt later kwam de Eversberg in het bezit van Thimon Cornelis van Heerdt tot Eversberg hij werd in 1786 toegelaten tot de Overijsselse Ridderschap en beleend met de Eversberg. Hij was opperstalmeester van stadhouder Willem V van Oranje-Nassau. Later werd Thimon in de periode 1801-1806 hofmaarschalk op Slot Oranienstein in Diez. Ook maakte hij de Spaanse veldtochten onder leiding Arthur Wellesley, 1e hertog van Wellington mee in de strijd tegen Napoleon Bonaparte. In 1815 verhief de koning hem tot graaf. Na het herstel van de monarchie in Nederland werd Thimon van Heerdt tot Eversberg lid van de commissie tot ontwerp van de Nederlandse Grondwet. Tot 1824 nam hij zitting in de Tweede Kamer. Daarna nam hij tot aan zijn dood in 1844 zitting in de Eerste Kamer.
De Eversberg werd sinds 1766 niet meer bewoond door de familie van Heerdt tot Eversberg en werd waarschijnlijk verhuurd. Omstreeks 1825 kwam er een nieuwe bewoner op het landgoed, baron Johannes Frederik van Sternbach geboren te Vaals in 1780. Hij trouwde in 1825 met Petronella Dubbeldemuts van Dijkck. Zij namen intrek in het op het landgoed gelegen spieker Dijkhuis. Hoogstwaarschijnlijk was het Dijkhuis een zomerverblijf van de familie van Heerdt tot Eversberg. Over baron van Sternbach zijn een aantal eigenaardigheden bekend, zo was hij jeneverstoker, waarnemend markenrichter van Noetsele, landbouwer en hij hield zich bezig met kunstmest. Bijzonder te vermelden is dat het kunstmesttijdperk rond 1825-1830 nog niet was aangebroken. Waarschijnlijk ging het om het gebruik van beendermeel dat overbleef uit de lijmkokerij. Baron van Sternbach overleed in 1835 op het Dijkhuis, zijn vrouw Petronella overleed "in volslagen armoede" in 1850 te Ootmarsum. Ze werden samen begraven in een grafkelder op het oude kerkhof van Hellendoorn.

## De Eversberg en de Nederlandse Handelmaatschappij
In 1835 betrok de Nederlandse Handelsmaatschappij de Eversberg. Thomas Ainsworth, een Engels textieltechnicus en grondlegger van de katoenindustrie in Twente, vestigde zich op de Eversberg waar hij woonde en kantoor hield. Ook werd er een textielschool gesticht die later naar het aan de overkant van de rivier Regge gelegen Noetsele verhuisde. In 1836 werd aan de Regge een fabriek en magazijn gevestigd en van daaruit is het dorp Nijverdal ontstaan. Ainsworth overleed in 1841 op de Eversberg.

## De Eversberg in de 19e en 20 eeuw
Na de dood van Thimon Cornelis van Heerdt tot Eversberg ging het landgoed over aan zijn zoon Willem Hendrik van Heerdt tot Eversberg. Willem Hendrik was generaal-majoor en nam deel aan de Tiendaagse Veldtocht tegen de Belgische opstandelingen. In 1841 werd Willem Hendrik benoemd tot provinciaal commandant van Overijssel. Willem Hendrik huwde in 1821 te Voorburg met Maria Elisa Gevers Leuven. Zij stierven beiden in 1864 op de Eversberg. De Everberg ging over op hun zoon Timon Hendrik van Heerdt tot Eversberg. Timon Hendrik was gehuwd met Johanna Elisabeth Spreutels. Zij vestigden zich met hun gezin eerst op het Dijkhuis en lieten het heerenhuis (de Eversberg) verbouwen. Timon Hendrik reisde naar Amerika en teruggekomen trachtte hij een paardenhandel op te zetten, maar financiën bleven in grote wanorde en beladen met schulden. In 1867 liet zijn familie hem onder curatele stellen en eiste zijn vrouw Johanna een echtscheiding, omdat hij een verhouding had met zijn jongere nicht Louisa Emma Gevers Leuven. Met haar trad hij in Londen in 1868 in het huwelijk en zij overleden beide in Parijs. 
In 1867 werd de Eversberg openbaar verkocht. Het landgoed was toen ca 200 hectare groot. Het bevatte een nieuw gebouwd herenhuis, twee bouwhuizen, acht boerderijen, park, vrucht- en moestuinen en het collatierecht van een predikant te Rijssen. Het huis met bijbehorende gebouwen kwam na de veiling in handen van Jan Wegkamp en Gerhardus Lambertus Hagendoorn voor 8000 gulden. Kort daarop werd het verkocht aan Tobias ten Cate die reeds andere percelen op het landgoed had aangekocht. Ten Cate was fabrikant te Almelo en had de Eversberg als belegging aangekocht. In 1868 verkocht hij het landgoed aan oud-minister van Koloniën Nicolaas Trakranen voor ruim 25.000 gulden die op de Eversberg ging wonen. Helaas kon hij er niet aarden en ging in 1872 de Eversberg opnieuw in de openbare verkoop. De Eversberg werd aangekocht voor 25.000 door Egbert ten Cate uit Almelo, een neef van Tobias ten Cate. Hij kocht de Eversberg ook als beleggingsobject. Ten Cate verkocht een gedeelte van de Eversberg waaronder het huis aan Laurens Adriaan Johan Kroon. Egbert ten Cate verschafte Kroon hiervoor een hypotheek. Kroon kon echter niet voldoen aan zijn verplichtingen en het landgoed ging in 1882 na de dood van Egbert ten Cate over op zijn erfgenaam mr. Jolle Gabing Veening. Jolle Gabing Veening was gehuwd met Egbert ten Cate zijn dochter Johanna Gezina Henriëtte ten Cate. 
In 1887 liet Veening een groot deel van het huis afbreken. Een gedeelte aan de oostzijde bleef bespaard en op de overgebleven fundamenten werd een boerenerf gebouwd. Na het overlijden van Veening in 1903 en zijn vrouw in 1915 kwam de Eversberg in het bezit van hun enig kind Egbert Julius Veening, toen commissionair te Bussum. Egbert Julius verbouwde het huis opnieuw en liet het veilen in 1933. Rentenier Jan de Boer kocht de Eversberg en zocht contact met de familie van Heerdt tot Eversberg. Emile baron van Heerdt tot Eversberg, die fortuin had gemaakt op Java, kocht de Eversberg. Emile liet het huis afbreken en liet een nieuw huis bouwen dat was geïnspireerd op oude tekeningen. Dit huis werd weer op de oude fundamenten herbouwd. In 1943 ging het huis door kortsluiting in vlammen op en werd niet herbouwd. Wat overbleef was een ruïne die telkens verder aftakelde. Het landgoed werd daarna ondergebracht in een stichting de 'Eversberg Stichting'. Deze verkocht het weer aan aannemer Hegeman uit Nijverdal. Daarna werd het nogmaals door verkocht aan diverse beleggers en projectontwikkelaars.
In de zomer van 1997 heeft een vrijwilligerswerkgroep het keldergedeelte opnieuw opgemetseld met hoofdzakelijk oude stenen uit de gracht. De kelder doet nu dienst als vleermuisverblijf. 